# Hur (Bibbia)
Hur (in ebraico חור‎?; fl. XIII secolo a.C.) è stato un compagno di Mosè ed Aronne citato nella Bibbia ebraica.
Era un membro della Tribù di Giuda. La sua identificazione rimane non chiara nella Torah ma è presente nei commenti rabbinici
Nella Bibbia sono citate anche altre persone che rispondono a questo nome.

## Hur, compagno di Mosè

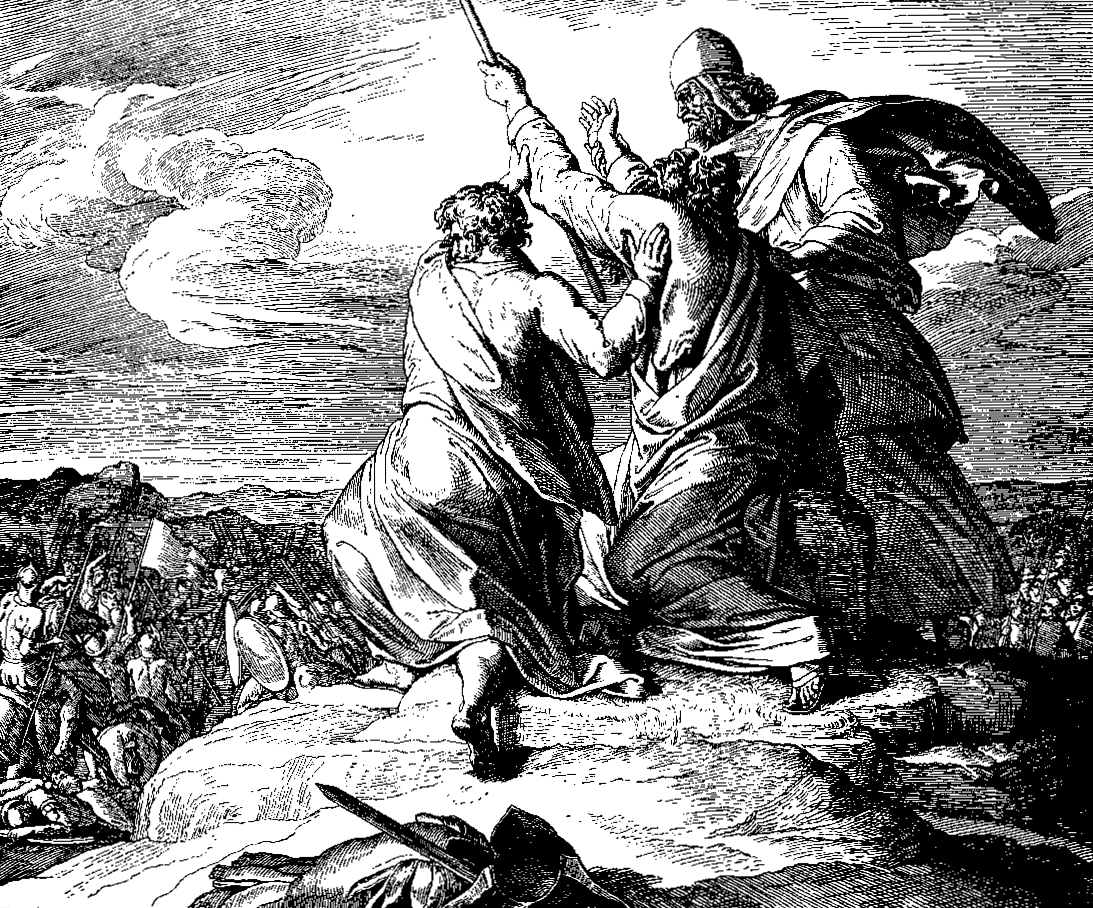
Battaglia contro gli Amaleciti, di Julius Schnorr von Carolsfeld (1860), rappresentante.

Nel Libro dell'Esodo, Hur viene menzionato per la prima volta come un compagno di Mosè e Aronne mentre osserva dall'alto la battaglia di Rephidim contro gli Amaleciti. Aiutò Aronne a tenere le mani di Mosè sollevate quando questi si rese conto che gli israeliti prevalevano in battaglia mentre le sue mani erano alzate: "Aronne e Hur sostennero le sue mani, uno da una parte e l'altro dall'altra". Viene menzionato ancora una volta, come fedele alleato di Mosè, quando venne lasciato, assieme ad Aronne, a capo degli Israeliti quando quest'ultimo si recò sul monte Sinai. Mosè disse al popolo: "Aronne e Hur sono con voi, chiunque ha una contesa, si avvicini a loro". Tuttavia, solo l'Aronne è menzionato nel resoconto successivo degli eventi durante l'assenza di Mosè e la creazione del Vitello d'oro.
Hur è menzionato anche come nonno di Bezalel, designato da Dio ad essere il principale creatore del Tabernacolo e dell'Arca dell'Alleanza. Sebbene non sia del tutto certo che questo Hur sia lo stesso individuo, è stato trattato come tale nella tradizione ebraica.
Nei Libri delle Cronache Hur è o il figlio o il padre di Caleb. Il linguaggio è sufficientemente ambiguo per cui sono possibili diverse interpretazioni. La Bibbia di re Giacomo afferma: "Questi furono i figli di Caleb, figlio di Hur, il primogenito di Efrata, Shobal il padre di Kiriaath-Jearim..." La New International Version dice "Questi erano i figli di Caleb. I figli di Hur, il primogenito di Efrata, fu Shobal, padre di Kiriat-Jearim... " La seconda versione considera Hur come primogenito di Caleb con la sua seconda moglie Efrata.
Hur ebbe quattro figli, Uri il padre di Bezalel, e altri tre, Shobal, Salma e Hareph, che si dice siano stati i fondatori delle città di Kirjath-Jearim, Betlemme e Bethgader rispettivamente. Tuttavia, il I libro delle Cronache definisce Hur come padre di Betlemme.